# Дом грузчиков (Новосибирск)
Дом грузчиков (Дом речного флота) — жилой дом, расположенный на Фабричной улице в Железнодорожном районе Новосибирска. Построен в 1937 году. Архитектор — К. Е. Осипов. Памятник архитектуры регионального значения.

## История
Идея о строительстве Дома грузчиков принадлежала советскому политическому деятелю С. А. Шварцу (1895—1942), в память о классовой борьбе трудящихся он предложил возвести дом-дворец.
Здание было построено в 1936—1937 годы архитектором К. Е. Осиповым. Первоначально планировалось, что Дом грузчиков будет открывать проходящую от набережной эспланаду, однако проект улицы, соединяющей прибрежную часть с центром, не был реализован.
До начала 1990-х годов фасад здания украшала вывеска «Дом грузчиков».

## Описание
Здание П-образной формы состоит из объемов разной высоты и конфигурации и включает в себя семь жилых секций. Наружные стены кирпичные оштукатуренные. Крыша скатная с металлической кровлей. Под зданием находится подвал.
Главный фасад выходит на красную линию Фабричной улицы, по центру симметрии он подчеркнут выступающим из фасадной плоскости и доминирующим по высоте парадным двухъярусным портиком: первый ярус — это шестиколонный портик колоссального дорического ордера, второй ярус состоит из аркады на колоннах. Портик завершают карниз и ступенчатый аттик, на котором размещена надпись «ММРФ».
Первый этаж со скругленными углами облицован рустом.
Угловые блоки высотой в 6 этажей расположены с отступом от плоскостей фасадов основных объемов. Расположенные выше первого этажа углы по флангам представляют собой трехгранные выемки с витражным остеклением, внутри которых находится лестничная клетка (её завершает прямоугольный объем с полуциркульным окном).
Главный фасад декорирован филёнками и лопатками.
С Фабричной улицы входы-порталы сделаны как выступающие одноэтажные объемы, их парапет украшают декоративные шары.
Здание завершено карнизом с большим выносом.
Архитектура дворового фасада выполнена в более сдержанных формах.
Цвета фасадов создают объемно-пространственную композицию: первый этаж покрашен в тёмно-серый цвет, верхние этажи окрашены в светло-серый, а элементы декора — в белый цвет.
Габариты здания — 88,4 × 40,2 м.

## Галерея

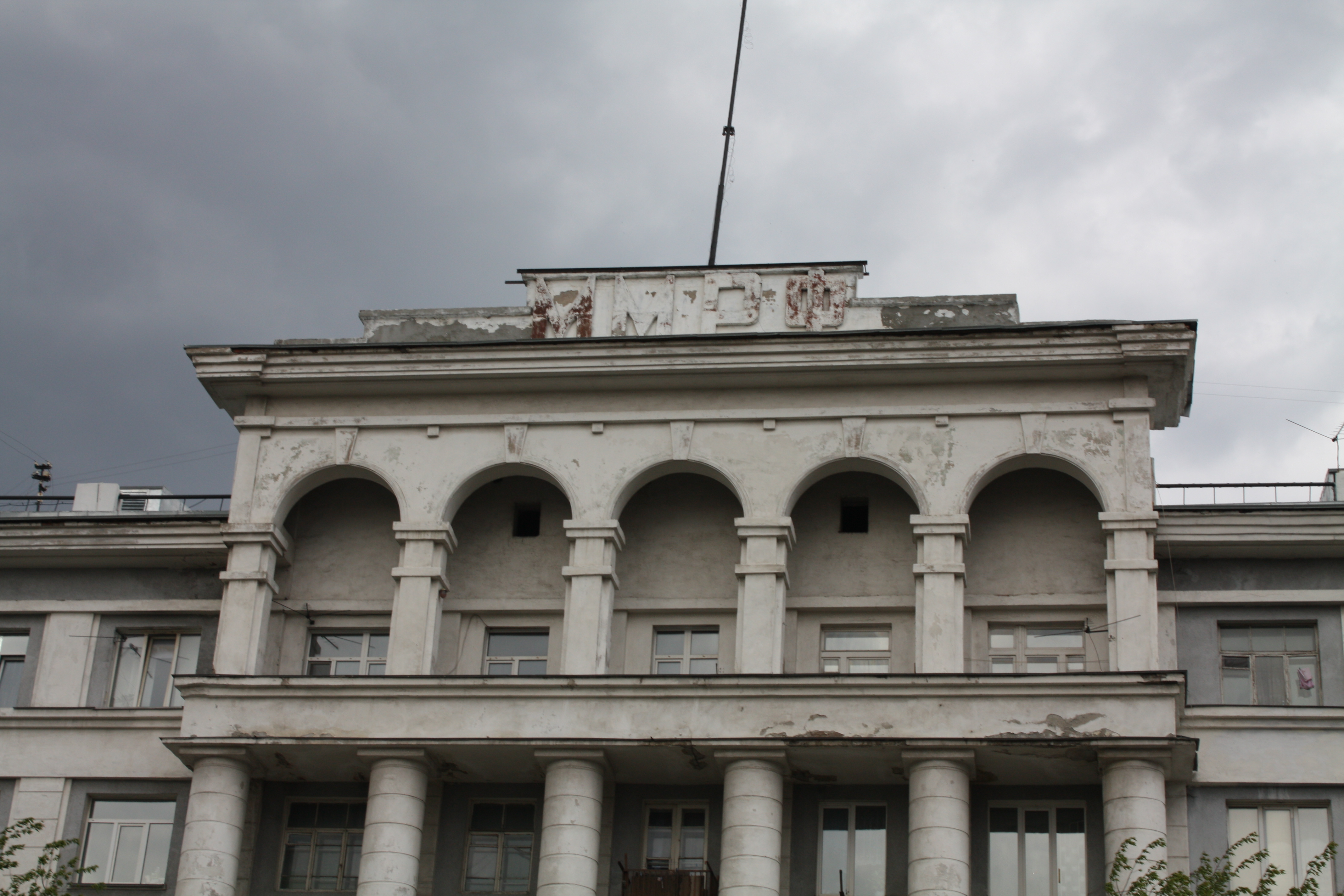
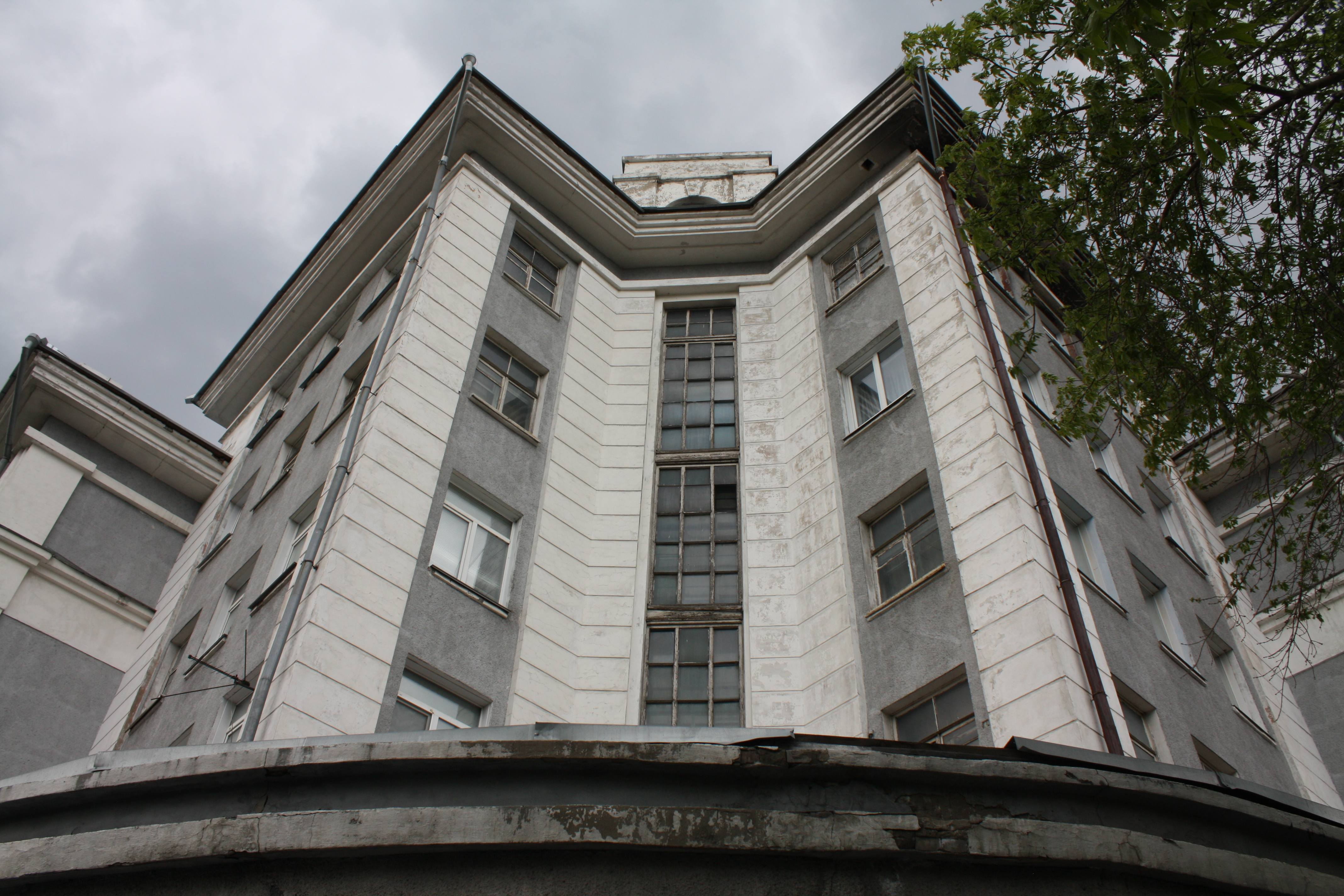

## Известные жители
В здании жил новосибирский поэт и философ Анатолий Евгеньевич Соколов (1946—2010), который посвятил Дому грузчиков стихотворение:
И ночью с мешком голубей в голове,
В любую погоду всегда одинаков,
Дом грузчиков медленно плыл во главе
Растерзанной в клочья эскадры бараков.
Птиц привлекала крупа перевалочных складов Заготзерна возле Дома грузчиков, откуда она перераспределялась на элеватор и мельзавод, из-за чего на чердаке здания действительно было много голубей, о которых и упомянул поэт в своём стихотворении.